# Nicholas Shaxson

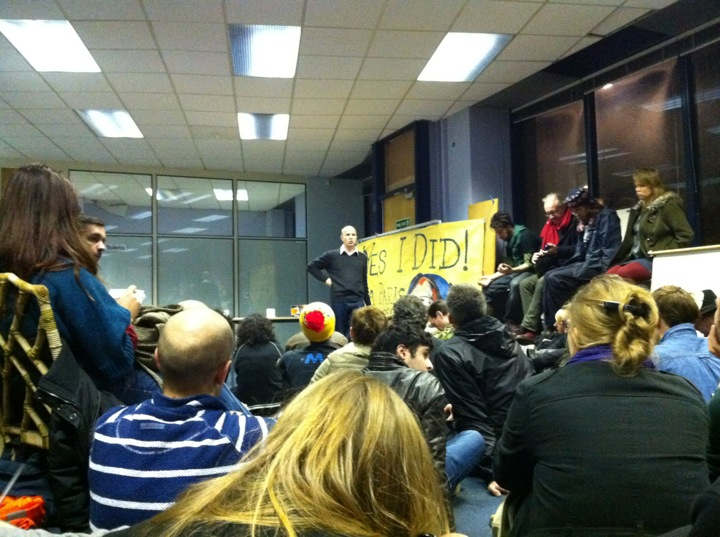
Nicholas Shaxson spricht bei "Occupy London" (2011)

Nicholas Shaxson (* 1966) ist ein britischer Autor, Journalist und Mitglied des Royal Institute of International Affairs (Chatham House) in London. Er ist bekannt durch seine investigativen Bücher Poisoned Wells (2007) und Schatzinseln (2011). Shaxson arbeitet als Wissenschaftler und Autor beim Tax Justice Network, einer von Experten geleiteten NGO, die sich mit Steuergerechtigkeit und Steueroasen beschäftigt.

## Biografie
Shaxson wurde in Malawi geboren und lebte seither in zahlreichen Ländern wie Indien, Brasilien, England, Lesotho, Spanien, Angola, Südafrika, Deutschland und den Niederlanden. Seit 1993 schreibt er vorwiegend über globale Wirtschaft und Politik für die Financial Times, Reuters, the Economist, Economist Intelligence Unit, International Affairs, Foreign Affairs, American Interest, the BBC, Africa Confidential, African Energy, und andere. Seine Expertise umfasst insbesondere zwei Bereiche: die Politik und Ökonomie ölproduzierender Länder im Golf von Guinea, insbesondere Angola, Gabun und Äquatorialguinea, sowie seit jüngstem Steueroasen.
Auf der Grundlage seines Buches Schatzinseln: Wie Steueroasen die Demokratie untergraben erschien im Mai 2017 der Dokumentarfilm The Spider's Web: Britain's Second Empire.
Shaxson lebt zurzeit mit seiner Partnerin und zwei Kindern in Zürich in der Schweiz.

## Werke
- Poisoned Wells: The Dirty Politics of African Oil. Palgrave Macmillan, New York 2008, ISBN 978-0-230-60532-9.
- Schatzinseln: Wie Steueroasen die Demokratie untergraben. Rotpunktverlag, Zürich 2011, ISBN 978-3-85869-460-7.
- The Finance Curse: How global finance is making us all poorer. Vintage, London 2019, ISBN 978-1-78470-504-6.